# Agapia
Agapia is een klein plattelandsdorp in Neamț, een district in het noordoosten van Roemenië.
Agapia ligt op het Neamțplateau, aan de rand van het Stânișoaragebergte (Munții Stânișoarei). Het dorp is bekend geworden om zijn klooster in Byzantijns-Gotische stijl, uit de 17e-18e eeuw, dat geschilderd is door de beroemde Roemeen Nicolae Grigorescu. Er bevindt zich een museum in het dorp, waar een aantal iconen uit de 17e eeuw te bezichtigen zijn.

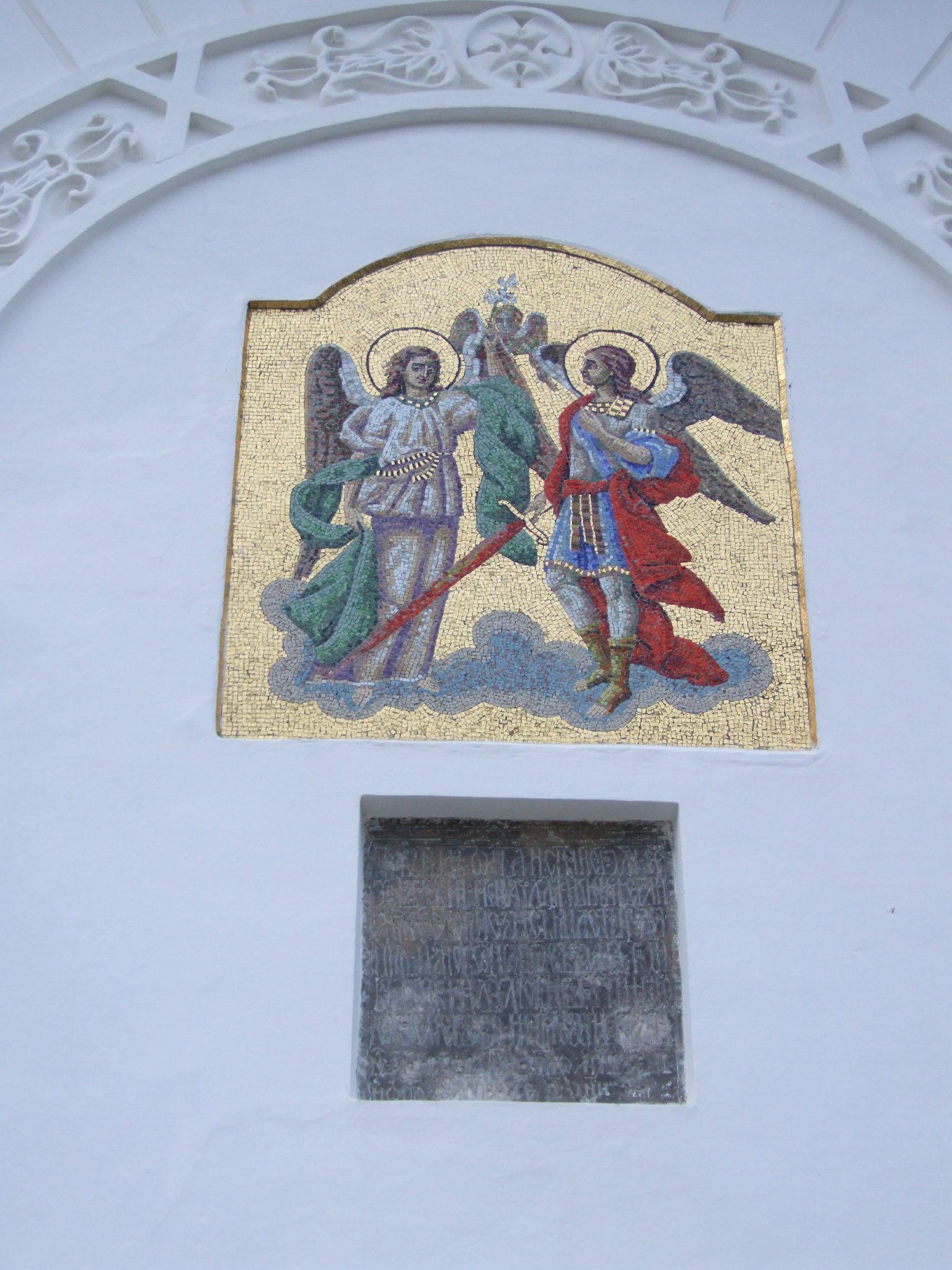
Mozaïek boven de ingang tot het klooster van Agapia

Nabij het klooster ligt Mihai Eminescus (ook een groots Roemeen) grote liefde, Veronica, begraven.